# Mihail Maurex
Mihail Maurex sau Maurikas (în limba greacă: Μαύρηξ/Μαυρίκας) a fost un conducător naval bizantin din a doua jumătate a secolului al XI-lea, implicat în special în războaiele Bizanțului cu normanzii din sudul Italiei. Identitatea sa nu este pe deplin sigură, dat fiind că trei personaje diferite sunt de obicei identificate sub același nume: este vorba de un "Maurex" care a fost un marinar bogat și magnat din Heraclea Pontica; de un amiral care figurează în sursele latinești sub numele de Mambrita sau Mambrica, care a activat în luptele anti-normande din anii '60 și '80 ai secolului al XI-lea; și de un Mihail Maurex, general și guvernator rămas în istorie în primul rând prin sigiliile sale.
Potrivit mărturiei ulterioare a lui Nicefor Bryennius, Maurex ar fi fost de origine umilă, un locuitor simplu din Heraclea Pontica, însă devenit experimentat în chestiunile navale. Această îndeletnicire l-ar fi făcut, în conformitate cu Bryennios, indispensabil pentru Imperiul Bizantin, el primind numeroase daruri din partea a diferiți împărați, astfel încât a acumulat o uriașă avere. Generalul Mihail Maurex este pentru prima dată atestat în jurul anului 1050 ca purtând mai puțin însemnata demnitate de ostiarios, după care un număr de sigilii refac avansarea sa continuă pe linia ierarhiei bizantine, de la hypatos și patrikios, vestes și strategos de Chios, vestarches și katepano de Dyrrhachium, magistros, proedros și doux al themei Boukelarion, la kouropalates și doux de Antiohia.
În cadrul Oxford Dictionary of Byzantium, bizantinistul Alexander Kazhdan acceptă identificarea dintre magnatul Maurex și amiralul, însă consideră ca fiind îndoielnică cea cu Michael Maurex, pe motiv că cel din urmă nu este înregistrat cu purtând vreunul dintre titlurile mai sus menționate. La rândul său, sigilograful Michael Hendy se îndoiește asupra punerii semnului egalității între magnatul Maurex, reținut ca fiind "o persoană privată", și oricare dintre comandanții militari identificați cu acesta, însă consideră pe generalul Michael Maurex și pe comandantul naval ca fiind una și aceeași persoană.
În anul 1066, în concordanță cu Breve chronicon Northmannicum, Maurex (Mambrica/Mambrita) a comandat o flotă care a reușit să dejoace tentativa contelui Geoffroi de Taranto de a invada Balcanii. În anul următor, el a condus o armată bizantină cu care a debarcat în Apulia și a recucerit Bari, Taranto și Castellaneta de la normanzi. El însă nu a prevenit revenirea normanzilor în 1068, care au atacat din nou Bari. Mai tîrziu, în 1070, el este menționat ca aflându-se în luptă deopotrivă cu contele Geoffroi și cu Robert Guiscard.
În jurul anului 1076, potrivit cronicarului Bryennios, Maurex l-ar fi găzduit pe viitorul împărat Alexios I Comnen la moșia sa din Heraclea. La acea vreme, Alexios era încă general participant la campaniile împotriva turcilor selgiucizi, iar Maurex l-ar fi sprijinit cu trupe recrutate din rândul numerosului său personal armat.
Maurex este în continuare amintit de cronica redactată de Ana Comnena, ca fiind la comanda unei flote comune bizantino-venețiană, cu care normanzii au fost siliți să bată în retragere din Balcani în primăvara lui 1082. El apare menționat pentru ultima dată cu referire la anul 1084, când este pomenit pe scurt (ca dux Mabrica) de către Guglielmo de Apulia ca fiind comandantul flotei bizantine staționate la Corfu.